# Trafikförvaltningen Göteborg–Stockholm–Gävle
Trafikförvaltningen Göteborg–Stockholm–Gävle (GSG) var en den 1 januari 1909 bildad sammanslutning av de av Bergslagernas Järnvägar (BJ), Stockholm–Västerås–Bergslagens Järnvägar (SWB) och Gävle–Dala Järnväg (GDJ) trafikerade järnvägarna för att uppnå en mera rationell trafikskötsel för järnvägen som en enhet, medförande ett samfällt bättre driftresultat, särskilt genom ett effektivt utnyttjande av den rullande materielen. Överenskommelsen, som hade träffats för fem år, förlängdes efter dessas utgång att gälla ytterligare fem år (1914–1918). Från 1914 ingick Södra Dalarnes Järnväg (SDJ) i sammanslutningen. Med 1918 års utgång upplöstes Trafikförvaltningen på grund av att SWB, vars aktiemajoritet övergått till nya ägare, utträdde ur densamma. De övriga deltagarna, BJ, GDJ och SDJ, bildade då i stället Trafikförvaltningen Göteborg–Dalarne–Gävle enligt samma grunder som den upplösta.